# 貝利薩里奧波拉斯 (聖米格利托區)
貝利薩里奧波拉斯（西班牙語：Belisario Porras），是巴拿馬的城鎮，位於該國中東部，由巴拿馬省的聖米格利托區負責管轄，面積4平方公里，2010年人口49,367，人口密度每平方公里12,341.8人。